# کریستین ونتولا
کریستین ونتولا (انگلیسی: Cristian Ventola؛ زادهٔ ۱۵ مهٔ ۱۹۹۷) بازیکن فوتبال است.
از باشگاه‌هایی که در آن بازی کرده‌است می‌توان به باشگاه فوتبال دلفینو پسکارا اشاره کرد.